# Flaga Syrii
Flaga Syrii – jeden z symboli narodowych Syrii.

## Wygląd i symbolika
Flaga Syrii jest prostokątem, podzielonym na trzy poziome pasy: zielony, biały i czarny. Kolor zielony są symbolem jedności, biały oznacza świetlaną przyszłość, a czarny mroczną przeszłość. Trzy gwiazdy symbolizują przelaną w walce krew o wolność Arabów.
Proporcja flagi wynosi 2:3.

## Historia
Flaga Syrii jest taka sama jak z lat 1932–1958 i 1961–1963 i jest używana przez opozycję, która obaliła rządy Baszszara al-Asada w wojnie domowej w Syrii.
Flaga Syryjskiej Republiki Arabskiej używana w latach 1958–1961 i 1980–2024 była prostokątem, podzielonym na trzy poziome pasy: czerwony, biały i czarny. Kolor czerwony symbolizował przelaną w walce krew o wolność Arabów, biały oznaczał świetlaną przyszłość, a czarny mroczną przeszłość. Dwie gwiazdy reprezentowały początkowo Egipt i Syrię, później stały się symbolem jedności. Były również inne interpretacje kolorów na fladze, dotyczące arabskich dynastii:
- czerwona symbolizowała Haszymidów,
- biała Umajjadów,
- zielona Fatymidów lub pierwszych kalifów,
- czarna Abbasydów[1].

## Galeria

Flaga używana przez arabską administrację na terenie Syrii (1918–1920)
Flaga Królestwa Wielkiej Syrii od 8 marca do 24 lipca 1920 roku
Prawdopodobna flaga Mandatu Syrii i Libanu w dniach 24 lipca-1 września 1920
Flaga Syrii z czasów mandatu francuskiego 1925–1932 (Federacja Syryjska)
Flaga Syrii z lat 1932–1958, 1961–1963
Flaga ZRA 1958–1961
Flaga Syrii 1963–1972
Flaga Syrii 1972–1980
Flaga Syrii 1980–2024
Flaga Syrii (od 2024 roku)